# Hrabstwo Skamania
Hrabstwo Skamania (ang. Skamania County) – hrabstwo w stanie Waszyngton w Stanach Zjednoczonych. Zajmuje ono powierzchnię 1656,44 mil² (4290,16 km²). Według szacunków United States Census Bureau w roku 2009 miało 10 894 mieszkańców. Siedzibą hrabstwa jest Stevenson.
Hrabstwo powstało w 1854.

## Miasta
- North Bonneville
- Stevenson

## CDP
- Carson